# Elaphe
Elaphe és un gènere de serps no verinoses de la família Colubridae àmpliament distribuïdes per Euràsia. Són totes poderoses constrictores i valuoses aliades de l'ésser humà en el control de les poblacions de rosegadors.
Basant-se amb anàlisis de l'ADN mitocondrial, moltes espècies de Elaphe han estan mogudes als gèneres Bogertophis, Coelognathus, Gonyosoma, Orthriophis, Pantherophis, Rhinechis, Senticolis, Zamenis, entre d'altres.

## Taxonomia
El gènere Elaphe compren 16 espècies:
- Elaphe anomala (Boulenger, 1916) - Xina.
- Elaphe bimaculata Schmidt, 1925 - Xina.
- Elaphe cantoris (Boulenger, 1894) - Índia, Nepal, Myanmar, Bhutan.
- Elaphe carinata (Günther, 1864) - Vietnam, Taiwan, Xina, Japó.
- Elaphe climacophora (Boie, 1826) - Japó.
- Elaphe davidi (Sauvage, 1884) - N Xina, N Corea.
- Elaphe dione (Pallas, 1773) - d'Ucraïna fins Corea.
- Elaphe hodgsoni (Günther, 1860) - Índia, Nepal, Xina.
- Elaphe moellendorffi (Boettger, 1886) - Xina, Vietnam.
- Elaphe quadrivirgata (Boie, 1826) - Japó.
- Elaphe quatuorlineata (Bonnaterre, 1790) - SE Europa.
- Elaphe sauromates (Pallas, 1811) - E Europa, Caucas i Pròxim Orient.
- Elaphe schrenckii Strauch, 1873 - E Rússia, Korea, Xina i Mongòlia.
- Elaphe taeniura (Cope, 1861) - Sud-est Asiàtic.
- Elaphe urartica Jablonski, et al., 2019 - E Turquia, Geòrgia, Armènia, Azerbaitjan, Iran, Rússia.
- Elaphe zoigeensis Huang, et al., 2012 - Xina.